# Rasinja
Rasinja est un village et une municipalité située dans le comitat de Koprivnica-Križevci, en Croatie. Au recensement de 2001, la municipalité comptait 3 818 habitants, dont 81,48 % de Croates et 15,77 % de Serbes et le village seul comptait 959 habitants.

## Localités
La municipalité de Rasinja compte 21 localités :
| - Belanovo Selo - Cvetkovec - Duga Rijeka - Gorica - Grbaševec - Ivančec - Koledinec - Kuzminec - Ludbreški Ivanac - Lukovec - Mala Rasinjica | - Mala Rijeka - Prkos - Radeljevo Selo - Rasinja - Ribnjak - Subotica Podravska - Velika Rasinjica - Veliki Grabičani - Veliki Poganac - Vojvodinec |